# Josip Brekalo
Josip Brekalo (hr[jǒsip brěːkalo]; n. 23 iunie 1998, Zagreb, Croația) este un fotbalist croat, care joacă pe post de atacant la Fiorentina în Serie A. Pe plan internațional, are prezențe la națională pentru Croația U-19⁠(d), Croația U-21⁠(d) și Croația.

## Cariera pe echipe
Brekalo este un produs al academiei de copii și juniori a lui Dinamo Zagreb. El și-a făcut debutul la 19 decembrie 2015 împotriva lui Inter Zaprešić. La 15 mai 2016 a fost transferat de clubul VfL Wolfsburg din Bundesliga pentru suma de 10 milioane de euro.
La 31 ianuarie 2017, Brekalo a fost împrumutat la VfB Stuttgart până la sfârșitul sezonului, cu o opțiune de prelungire pentru încă un an. Acordul de împrumut a fost prelungit automat până în iunie 2018, când Stuttgart și-a asigurat matematic promovarea în Bundesliga. Brekalo a marcat primul său gol pentru prima echipă a lui Stuttgard la 17 februarie 2017, după ce a intrat pe teren de pe banca de rezerve într-un meci cu 1. FC Heidenheim. Brekalo a revenit la Wolfsburg mai repede decât se aștepta, pe 1 ianuarie 2018.

## Cariera la națională
Brekalo este un internațional de tineret care a reprezentat Croația la Campionatul European sub 17 ani din 2015 și Campionatul European sub 19 ani din 2016. El și-a făcut debutul pentru echipa mare a Croației pe 15 noiembrie 2018 într-o partidă din Liga Națiunilor UEFA împotriva Spaniei.

## Statistici privind cariera
Până pe 19 decembrie 2017
| Club                 | Sezon         | Ligă              | Ligă    | Ligă   | Cupa Națională | Cupa Națională | Alte    | Alte   | Total   | Total  |
| Club                 | Sezon         | Divizie           | Meciuri | Goluri | Meciuri        | Goluri         | Meciuri | Goluri | Meciuri | Goluri |
| -------------------- | ------------- | ----------------- | ------- | ------ | -------------- | -------------- | ------- | ------ | ------- | ------ |
| Dinamo Zagreb II     | 2015-16       | Druga HNL         | 9       | 0      | -              | -              | -       | -      | 9       | 0      |
| Dinamo Zagreb        | 2015-16       | Prva HNL          | 8       | 0      | 3              | 1              | 0       | 0      | 11      | 1      |
| Wolfsburg            | 2016-17       | Bundesliga        | 4       | 0      | 0              | 0              | -       | -      | 4       | 0      |
| Wolfsburg            | 2017-18       | Bundesliga        | 15      | 4      | 0              | 0              | -       | -      | 15      | 4      |
| Wolfsburg            | Total         | Total             | 19      | 4      | 0              | 0              | 0       | 0      | 19      | 4      |
| Wolfsburg II         | 2016-17       | Regionalliga Nord | 2       | 0      | -              | -              | -       | -      | 2       | 0      |
| Stuttgart (împrumut) | 2016-17       | 2. Bundesliga     | 11      | 1      | 0              | 0              | -       | -      | 11      | 1      |
| Stuttgart (împrumut) | 2017-18       | Bundesliga        | 14      | 1      | 3              | 1              | -       | -      | 17      | 2      |
| Stuttgart (împrumut) | Total         | Total             | 25      | 2      | 3              | 1              | 0       | 0      | 28      | 3      |
| Total carieră        | Total carieră | Total carieră     | 63      | 6      | 6              | 2              | 0       | 0      | 69      | 8      |